# 邁什拉薩法區
邁什拉薩法區（阿拉伯语：‎），是阿爾及利亞的行政區，位於該國北部，由提亞雷特省負責管轄，首府設於邁什拉薩法，面積601平方公里，2008年人口26,398，人口密度每平方公里44人。